# Tinejdad
Tinejdad (àrab: تنجداد, Tinjdād; amazic estàndard marroquí: ⵜⵉⵏⵊⴷⴰⴷ, Tinjdad) és una comuna rural de la província d'Errachidia, a la regió de Drâa-Tafilalet, al Marroc. Segons el cens de 2014 tenia una població total de 8.942 persones.